# Биринджи Нюгеди
Биринджи Нюгеди (азерб. Birinci Nügədi) — село в Губинском районе Азербайджана, расположенное примерно в 7 км юго-восточнее районного центра города Губа, у шоссе Губа-Гонагкенд. Одно из самых больших сёл Губинского района.

## История

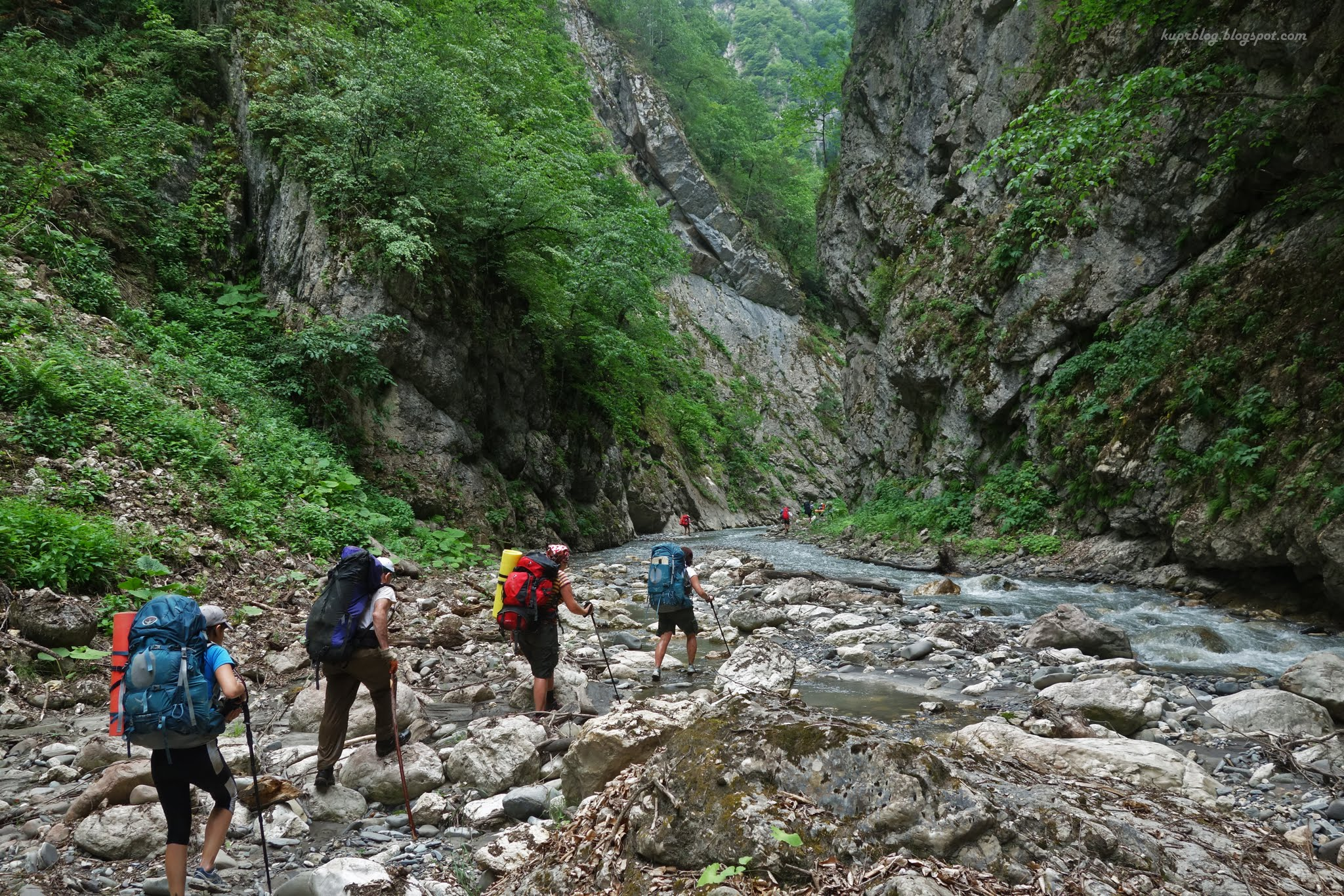
Река Карачай в Губинском районе Азербайджана

По рассказам местных старожилов в прошлом на территории нынешнего села размещались яблоневые сады жителей Губы, которые со временем и основали Нюгеди. Название Нюгеди означает «новое село» с татского языка и было дано окружающим татоязычным населением.
Первоначально село Нюгеди составляло единое целое. В дальнейшем из Нюгеди образовались две отдельные административные единицы, Биринджи (Первое) Нюгеди и Икинджи (Второе) Нюгеди, оба села разделяет река Карачай.
Ф. А. Шнитников в «Описание Кубинской провинции 1832 г.» пишет о Нюгеди: «Сел. Нюгеды на речке Кара-чай, коей вода почитается лучшею для здоровья во всей провинции, климат свежее кубинскаго и, место защищено возвышенностями от больших снежных гор, то климат не подвержен ощутительным переменам в воздухе, а от того менее заметны болезни между жителями»..
Нюгеди издавна известно как садоводческий регион. В источнике XIX века указывалось: «Особенно много приобретено горожанами садовъ въ большомъ пригородном селе Нугяды, прославившемся своим садоводствомъ». 
По сведениям «Камерального описания Кубинской провинции», составленном в 1831 году коллежским регистратором Хотяновским, в деревне Нюгеди находившейся в собственности Таиб бека Хаджи Челеби оглы население состояло из суннитов-азербайджанцев, занимавшихся земледелием и бахчеводством. Кендхудой деревни являлся Хаджимамед Танриверди оглы.
В Кавказском календаре на 1857 год упоминается Нюгады Кубинского уезда населённое азербайджанцами (в источнике «татары»), с разговорным языком азербайджанским и по религиозному признаку мусульмане — суннитского толка.

## Население
В селе проживают преимущественно азербайджанцы. 
По данным Кавказского календаря 1915 года, село именовалось Нюгеды и имело 5228 человек населения, обозначенного как «татарское» (азербайджанское).
Согласно Азербайджанской сельскохозяйственной переписи 1921 года Нюгеды (большой и малый) Кубинского уезда Азербайджанской ССР населяли 5699 человек (1241 хозяйство), преобладающая национальность — азербайджанские тюрки, а само население состояло из 3098 мужчин и 2601 женщины. 
В материалах издания «Административное деление АССР», подготовленного в 1933 году, по состоянию на 1 января 1933 года в Нюгеди I Кубинского района Азербайджанской ССР насчитывалось 759 хозяйств (137 обобщённых и 622 единичных). Численность населения составляла 3069 человек, из которых 1638 являлись мужчинами и 1431 женщинами. Национальный состав на 96,4 % состоял из тюрок (азербайджанцев).
По данным на 1976 год население села составляло 5727 человек. По переписи 1979 года азербайджанцы составляли 99,6 %. Также на то время, в селе было зафиксировано присутствие следующих национальностей: русских-украинцев — 0,3 %, лезгин — 0,1 % и татар — 0,1 %. В 2008 году численность населения составляла 7719 человек. Основные занятия жителей — садоводство и животноводство. Функционируют три школы, дом культуры, библиотека, больница, детский сад, узел связи.
Роды села Биринджи Нюгеди по сведениям на 1961 год: Даллакли, Алефли, Ашрафли, Ярымдилли, Кусалы, Галалы, Хусейнханны, Чиндирахунны, Шекерханны, Шоваллы.
Уроженцы Нюгеди: Конагбек Новрузалиев — советский военнослужащий, полный кавалер ордена Славы. Именем Новрузалиева названа улица в городе Губа. Герой Социалистического Труда —  Тагир Джабраилов. Сахман Бадалов — военнослужащий азербайджанской армии, участник Второй карабахской войны. Награждён государственными наградами «За Родину», «За отвагу», «За освобождение Физули».

## Достопримечательности
В селе располагаются мечеть и уникальный минарет относящиеся к XVII-XIX векам. В 2 км к востоку от Нюгеди находится памятник куро-аракской культуры — поселение «Дашлытепе».